# 星際大戰首部曲：威脅潛伏
《星球大战I：魅影危机》（英語：Star Wars: Episode I – The Phantom Menace）是1999年上映的科幻电影，由乔治·卢卡斯所編導，為《星球大战》的第四部電影（按劇情順序為第一部），《星際大戰前傳三部曲》的第一部，同時也是《天行者傳奇》的第一章。2012年2月10日（香港為2月9日）以3D版重新上映。

## 劇情簡介
高共和國統治末期，整個國家危機四伏。在銀河共和國開始對使用自由貿易路線的商船徵稅後，貿易联邦的正主席紐特·甘雷以抵制船舶稅為由對納布王國的首都市所在的那卜星（Naboo）實行了封鎖政策，以此向銀河共和國作出強烈的抗議。銀河共和國國會為此進行了一系列激烈的辯論，但仍束手無策，銀河共和國首相因擔心危機的延續會威脅自己的地位而派遣了絕地大師魁剛·金及其徒弟絕地劍士歐比王·肯諾比兩人與貿易联邦進行談判，表面上試圖化解衝突，但實際上，首相的用意是要威逼貿易聯邦作出讓步，然而，他們並不知道神秘的西斯之黑暗尊主一直在背後操縱着貿易聯邦。
紐特在得知前來的特使為絕地戰士後，本來打算作出妥協，但在聯絡了西斯之黑暗尊主後，后者下令入侵那卜並攻擊前來的魁剛和歐比王。紐特於是切斷那卜的對外通訊，並且集結大批机械人部隊侵略那卜，綁架了納布王國女王帕德梅·艾米達拉。魁剛和歐比王在逃脱紐特的追殺後，藏身於入侵部隊的船艦一同登陸那卜救下了帕德梅，一行人逃離那卜，預備前往銀河共和國首都市所在的科洛桑求援，但因引擎故障被迫降落到塔圖因。在塔圖因上，魁剛和歐比王結識了具有極其強大的原力潛能的年輕奴隸安納金·天行者，並且在安納金的幫助下成功得到了引擎，並帶夢想成為絕地戰士的他一同前往銀河共和國首都市所在行星科洛桑。在離開塔圖因時，西斯刺士達斯·魔爾奉命前來追殺他們，魁剛與之交手並擊退了他，但短暫的戰鬥已經使魁剛感到十分疲乏。
在首都市，銀河共和國派駐身在納布王國的參議員希夫·白卜庭與銀河共和國國會正議長菲尼斯·維洛倫等人迎接了帕德梅一行人，帕德梅原本希望銀河共和國會給予其援助，但在國會會議上，同情納布王國的正議長因受官僚暗中要脅而被逼接受貿易聯邦的要求，只同意派出調查人員前往那卜星，眼見正議長軟弱無能，帕德梅感到十分憤怒，白卜庭參議員則向帕德梅提議針對正議長提出不信任動議並賦予新議長更高權限以協助他們強勢解決那卜危機，帕德梅在失望之中接受了白卜庭的建議，國會隨後開始審理案件，後來白卜庭參選以求成為新一任正議長。焦急的帕德梅決定回到那卜星上的納布王國首都作戰以解救她的人民。同一時間，魁剛向絕地議會報告了其在塔圖因上的所見所聞，並且聲稱伏擊他們的人可能是一位西斯戰士，絕地議長魅使·雲度大師卻表示西斯組織在大約一千年前已經被在絕地救者領導下的絕地組織消滅，西斯戰士不可能在絕地戰士察覺不到的情況下東山再起，但絕地首相尤達表示西斯戰士確實很難被發現，魁剛亦表示相信安納金是預言中的天選之子，但由於魅使認為安納金的心中充滿恐懼和憤怒，尤達更認為他的將來烏雲密佈，因此拒絕了魁剛收其為徒的請求。
帕德梅先向那卜的水生土著剛耿族首領納斯頭目乞求軍事援助，納斯頭目同意了。聯軍接著兵分三路：扎扎·賓客斯帶領土著剛耿酋長國派出的大量軍人在大草原上與貿易聯邦派出的機械人大軍交戰；納布軍的皇家空軍攻擊貿易联邦的机械军团主控星舰；帕德梅、安納金、魁剛和歐比王帶領小隊進攻纳布王國首都希德的王宮。原本是要躲藏在戰機內的安納金不意間將戰機啟動，在航天機械人R2-D2協助下意外地炸毀了貿易联邦星舰的主反應爐。主控星舰爆炸，陸地戰場上的機械人全部失去控制。希德王宮中，魁剛和歐比王兩人再次遇見了達斯並進行光劍格鬥。在格鬥中，魁剛原本佔據上風，但因為其已經頗為年老且其所使用的光劍格鬥型態不適合在狹窄的環境中發揮威力，加上歐比王追不上兩人，所以魁剛漸處下風，最後達斯用光劍刺穿了魁剛的身軀，擊敗了他，憤怒的歐比王在追上達斯後奮勇作戰，最終將達斯腰斬，成功為師報仇，魁剛給歐比王留下遺言，表示他仍相信安納金是天選之子，並且希望他能訓練安納金，讓他為原力帶來平衡，歐比王含淚答應，魁剛隨即離世。
那布之戰就此結束，紐特被納布軍俘虜並被交由銀河共和國處理。在科洛桑，絕地議會因歐比王成為千年以來第一個擊敗西斯戰士的絕地戰士而授予他「絕地武士」頭銜，並且為了達成魁剛的遺願而在無奈之下准許歐比王訓練安納金。在魁剛的喪禮上，尤達和魅使終於意識到了西斯組織尚未消亡的真相，而成功成為了正議長的白卜庭則若有所思地觀看喪禮；其後納布王國大肆慶祝其勝利，這次危機終告結束。

## 演員
- 魁剛·金（Qui-Gon Jinn）由連恩·尼遜飾演[2]
- 歐比王·肯諾比（Obi-Wan Kenobi）由伊旺·麥奎格飾演[2]
- 佩咪·艾米達拉女王（Queen Padmé Amidala）由娜塔莉·波曼飾演[2]
- 希夫·白卜庭／達斯·西帝（Senator Palpatine／Darth Sidious）由伊恩·麥德米（英语：Ian McDiarmid）飾演[2]
- 安納金·天行者（Anakin Skywalker）由傑克·洛伊德（英语：Jake Lloyd）飾演[2]
- 西米·天行者（Shmi Skywalker）由普妮拉·奧古斯特（英语：Pernilla August）飾演[2]
- 恰恰·賓克斯（Jar Jar Binks）由阿梅德·貝斯特（英语：Ahmed Best）飾演[2]
- 達斯·魔（Darth Maul）由雷·帕克飾演[2]
- C-3PO由安東尼·丹尼爾斯飾演[2]
- R2-D2由肯尼·貝克飾演[2]
- 紐特·岡雷（Nute Gunray）由賽拉斯·卡森（英语：Silas Carson）飾演[2]
- 帕納卡隊長（Captain Panaka）由休·卡西（英语：Hugh Quarshie）飾演[2]
- 尤達（Yoda）由法蘭克·歐茲配音[2]
- 魅使·雲度（Mace Windu）由山繆·傑克森飾演[2]
- 最高議長菲尼斯·維洛倫（Supreme Chancellor Finis Valorum）由泰倫斯·史丹普（英语：Terence Stamp）飾演[2]
- 薩貝（Sabé）由綺拉·奈特莉飾演[3]

## 反響

### 票房
本片上映於1999年5月19日，距離系列上一部作品《星際大戰六部曲：絕地大反攻》之後將近16年。這次的上映，伴隨著密集的媒體宣傳攻勢，包括由泰瑞·布魯克斯改編的小說與觀眾熱切的期待。雖然評論的意見紛紜，但本片仍在全世界得到了9億2千多萬美元的票房，是系列中最高的紀錄（按通漲修訂後則排第四位）。

### 評價
爛番茄新鮮度55%，基於217條評論，平均分數為6/10，觀眾投票則給出59%的分數，平均分數為3.3／5，而在Metacritic上得到51分，IMDB上得6.5分，口碑良好。

## 外部連結
- 星際大戰首部曲：威脅潛伏（StarWars.com）
- 星際大戰首部曲：威脅潛伏（LucasFilm.com）[永久]
- Wookieepedia上的相关条目：星際大戰首部曲：威脅潛伏
- 互联网电影数据库（IMDb）上《星際大戰首部曲：威脅潛伏》的资料（英文）
- 爛番茄上《星際大戰首部曲：威脅潛伏》的資料（英文）
- Box Office Mojo上《星際大戰首部曲：威脅潛伏》的資料（英文）
- AllMovie上《星際大戰首部曲：威脅潛伏》的资料（英文）
- Metacritic上《星際大戰首部曲：威脅潛伏》的資料（英文）
- 開眼電影網上《星際大戰首部曲：威脅潛伏》的資料（繁體中文）
- Yahoo奇摩電影上《星際大戰首部曲：威脅潛伏》的資料（繁體中文）
- 时光网上《星際大戰首部曲：威脅潛伏》的資料（简体中文）
- 豆瓣电影上《星際大戰首部曲：威脅潛伏》的資料 （简体中文）